# Kiryat Ono
Kiryat Ono (ebraică: קִרְיַת אוֹנוֹ) este un oraș în Districtul Tel Aviv din Israel. Este localizat la 11 kilometri est de Tel Aviv în depresiunea Ono. A fost întemeiată în anul 1939 sub numele Kfar Ono, și a fost proclamată oraș în anul 1992
Numele l-a primit după numele geografic antic Ono, menționat în Biblia ebraică și în texte ale unor învățați evrei din vechime.